# Liste der Monuments historiques in Monthermé
Die Liste der Monuments historiques in Monthermé führt die Monuments historiques in der französischen Gemeinde Monthermé auf.

## Liste der Immobilien
| Bezeichnung     | Beschreibung | Standort                                  | Kennzeichnung | Schutzstatus | Datum | Bild           |
| --------------- | --- | ----------------------------------------- | ------------- | ------------ | ----- | -------------- |
| Kirche St-Léger | ab dem 12. Jahrhundert | Monthermé, rue de l’Église (Lage)         | PA00078468    | Classé       | 1959  | weitere Bilder |
| Kirche St-Rémi  | ehemalige Klosterkirche, in der ersten Hälfte des 12. Jahrhunderts begonnen, heutiges Erscheinungsbild aus dem 17. Jahrhundert; mit der Ruine eines Kanonikerhauses | Laval Dieu, rue Remacle de Lissoir (Lage) | PA00078467    | Classé       | 1963  | weitere Bilder |

## Liste der Objekte
| Bezeichnung                         | Beschreibung                                                                                        | Standort                                          | Kennzeichnung | Schutzstatus | Datum | Bild           |
| ----------------------------------- | --------------------------------------------------------------------------------------------------- | ------------------------------------------------- | ------------- | ------------ | ----- | -------------- |
| Taufbecken                          | Stein, 12. Jahrhundert                                                                              | Monthermé, in der Kirche St-Léger (Lage)          | PM08000312    | Classé       | 1908  |                |
| Skulptur Heiliger Sebastian         | Holz, farbig gefasst, 18. Jahrhundert                                                               | Monthermé, in der Kirche St-Léger (Lage)          | PM08000314    | Classé       | 1964  |                |
| Kanzel                              | Holz, zweite Hälfte des 18. Jahrhunderts                                                            | Monthermé, in der Kirche St-Léger (Lage)          | PM08000318    | Classé       | 1972  |                |
| Wandgemälde                         | aus dem 16. Jahrhundert                                                                             | Monthermé, in der Kirche St-Léger (Lage)          | PM08000313    | Classé       | 1931  |                |
| Seitenaltar                         | Retabel; Holz, farbig gefasst und vergoldet, 18. Jahrhundert                                        | Monthermé, in der Kirche St-Léger (Lage)          | PM08000317    | Classé       | 1972  |                |
| Skulptur Heiliger Patrick           | Holz, farbig gefasst, erste Hälfte des 19. Jahrhunderts                                             | Monthermé, in der Kirche St-Léger (Lage)          | PM08000745    | Inscrit      | 1972  |                |
| Nikolausaltar                       | rechter Seitenaltar; Altartisch, Retabel und zwei Skulpturen; Holz, farbig gefasst, 17. Jahrhundert | Monthermé, in der Kirche St-Léger (Lage)          | PM08000316    | Classé       | 1973  |                |
| Chorgestühl und Wandvertäfelung     | Holz, 17. Jahrhundert                                                                               | Laval Dieu, in der Kirche St-Rémi (Lage)          | PM08000319    | Classé       | 1904  | weitere Bilder |
| Sakristeitür und Wandvertäfelung    | Eichenholz,18. Jahrhundert                                                                          | Monthermé, in der Kirche St-Léger (Lage)          | PM08001168    | Inscrit      | 1988  |                |
| 54 Kirchenbänke                     | Holz, bezeichnet 1782                                                                               | Monthermé, in der Kirche St-Léger (Lage)          | PM08001169    | Inscrit      | 1988  |                |
| Hauptaltar                          | Altartisch und Tabernakel; Marmor, Messing, vergoldet, 18. Jahrhundert                              | Laval Dieu, in der Kirche St-Rémi (Lage)          | PM08001165    | Inscrit      | 1988  |                |
| Skulptur Heilige Barbara            | Holz, farbig gefasst, 19. Jahrhundert                                                               | Monthermé, in der Kirche St-Léger (Lage)          | PM08000744    | Inscrit      | 1972  |                |
| Skulptur Madonna mit Kind           | Holz, farbig gefasst                                                                                | Monthermé, in der Kirche St-Léger (Lage)          | PM08000743    | Inscrit      | 1972  |                |
| Tabernakeltür                       | Holz, farbig gefasst und vergoldet, 18. Jahrhundert; eingelagert                                    | Laval Dieu, in der Kirche St-Rémi (Lage)          | PM08001166    | Inscrit      | 1988  |                |
| Sakristeischrank                    | Eichenholz, um 1700                                                                                 | Laval-Dieu, in der Kirche St-Rémi (Lage)          | PM08000320    | Classé       | 1964  |                |
| Adlerpult                           | Holz, 18. Jahrhundert                                                                               | Monthermé, in der Kirche St-Léger (Lage)          | PM08000315    | Classé       | 1964  |                |
| Glocke                              | Bronze, 1498 gegossen                                                                               | Les Hauts Buttés, in der Kirche St-Antoine (Lage) | PM08000321    | Classé       | 1948  |                |
| Gemälde Madonna mit Kind und Lilien | Ölfarbe auf Leinwand, vor 1791; Kopie nach Carlo Dolci                                              | Laval Dieu, in der Kirche St-Rémi (Lage)          | PM08001318    | Inscrit      | 2015  |                |
| Gemälde Heilige Agnes               | Ölfarbe auf Leinwand, um 1700; eingelagert                                                          | Laval Dieu, in der Kirche St-Rémi (Lage)          | PM08001310    | Inscrit      | 2012  |                |
| Skulptur Heiliger Ludgerius         | Holz, farbig gefasst, 19. Jahrhundert                                                               | Monthermé, in der Kirche St-Léger (Lage)          | PM08001039    | Inscrit      | 1977  |                |
| Sakristeischrank                    | Holz, 18. Jahrhundert                                                                               | Monthermé, in der Kirche St-Léger (Lage)          | PM08001167    | Inscrit      | 1988  |                |